# Чемпіонат Європи з боксу 1947
VII чемпіона́т Євро́пи з бо́ксу серед любителів проходив у Дубліні (Ірландія) з 12 по 17 травня 1947 року. Змагання проходили вперше після восьмирічної перерви, викликаної Другою світовою війною.

## Особистий залік
| Вагова категорія                       | Золото                       | Срібло                   | Бронза                           |
| -------------------------------------- | ---------------------------- | ------------------------ | -------------------------------- |
| Найлегша вага (— 50.8 кілограмів)      | Луїс Мартінес Сапата Іспанія | Джеймс Клінтон Шотландія | Франтішек Майдлох Чехословаччина |
| Легша вага (— 53.5 кілограмів)         | Ласло Богач Угорщина         | Бертіл Алін Швеція       | Пітер Сандерсон Англія           |
| Напівлегка (— 57.2 кілограмів)         | Курт Крюгер Швеція           | Пітер Магвайр Ірландія   | Жюль ван Дейк Бельгія            |
| Легка вага (— 61.2 кілограмів)         | Йозеф Візерс Бельгія         | Роже Бео Франція         | Свенд Вад Данія                  |
| Перша середня вага (— 66.7 кілограмів) | Джон Райан Англія            | Шарль Юме Франція        | Джузеппе Факкі Італія            |
| Друга середня вага (— 72.6 кілограмів) | Еме-Жозеф Ескюдьє Франція    | Воллі Том Англія         | Юліус Торма Чехословаччина       |
| Напівважка вага (— 79.4 кілограмів)    | Генні Квентемейер Нідерланди | Леон Новья Франція       | Вітал Л'Ост Бельгія              |
| Важка вага (+ 79.4 кілограм)           | Джеррі О'Колмен Ірландія     | Джордж Скрівен Англія    | Джуліо Бастіані Італія           |

## Командний залік
| Місце | Держава        |   |   |   | Разом |
| ----- | -------------- | - | - | - | ----- |
| 1     | Франція        | 1 | 3 | 0 | 4     |
| 2     | Англія         | 1 | 2 | 1 | 4     |
| 3     | Ірландія       | 1 | 1 | 0 | 2     |
| 3     | Швеція         | 1 | 1 | 0 | 2     |
| 5     | Бельгія        | 1 | 0 | 2 | 3     |
| 6     | Угорщина       | 1 | 0 | 0 | 1     |
| 6     | Нідерланди     | 1 | 0 | 0 | 1     |
| 6     | Іспанія        | 1 | 0 | 0 | 1     |
| 9     | Шотландія      | 0 | 1 | 0 | 1     |
| 10    | Чехословаччина | 0 | 0 | 2 | 2     |
| 10    | Італія         | 0 | 0 | 2 | 2     |
| 12    | Данія          | 0 | 0 | 1 | 1     |
| Разом | 12 держав      | 8 | 8 | 8 | 24    |